# Thyreus ramosus
Thyreus ramosus là một loài Hymenoptera trong họ Apidae. Loài này được Lepeletier mô tả khoa học năm 1841.